# Dunnell
Dunnell è un comune degli Stati Uniti d'America, situato nello Stato del Minnesota, nella contea di Martin.